# Cytoskelet
| Celbiologie |
| De dierlijke cel |
| --- |
| Animal Cell |
| Componenten van een dierlijke cel: 1. Nucleolus 2. Celkern 3. Ribosoom (blauwe puntjes) 4. Vesikel 5. Ruw endoplasmatisch reticulum 6. Golgicomplex 7. Cytoskelet 8. Glad endoplasmatisch reticulum 9. Mitochondrion 10. Vacuole 11. Cytosol 12. Lysosoom 13. Centrosoom 14. Celmembraan |
| Portaal Biologie |

Het cytoskelet of celskelet is een netwerk van vezels en buisjes dat de cel stevigheid, vorm en beweeglijkheid geeft. Het bestaat uit verschillende soorten eiwitten.

## Onderdelen
Het cytoskelet in eukaryote cellen bestaat uit drie typen filamenten:
- microfilamenten
- microtubuli
- intermediaire filamenten.

De eerste twee typen komen in alle typen cellen voor, terwijl de intermediare filamenten celspecifiek zijn.

### Microfilamenten
De microfilamenten kunnen onder andere actinefilamenten zijn of myofibrillen. Actinefilamenten zijn eiwitpolymeren die worden opgebouwd uit actine-monomeren en zijn onder de rasterelektronenmicroscoop duidelijk te zien als kleine strengen met een diameter van 7 nanometer. Een microfilament kan als het ware bewegen door verplaatsing van de actine-deeltjes, waarbij er aan één uiteinde van het filament actinedeeltjes afgaan terwijl er aan het andere uiteinde actinedeeltjes bij komen. Deze filamenten bevinden zich meestal in de buurt van de celmembraan en geven de cel zijn vorm en beweeglijkheid. Microfilamenten dragen de spanning van de cel.

### Microtubuli
De microtubuli zijn buisvormige structuren met een dikte van ongeveer 25 nanometer. Microtubuli zijn opgebouwd uit ketens van tubulinedimeren die samen een buis vormen. Microtubuli zijn in principe opgebouwd uit ringen. Deze ringen bestaan uit ieder 13 monomeren.
Deze filamenten zijn meestal aan één kant verbonden aan het centrosoom, van waaruit verschillende tubuli in alle richtingen uitstralen. Microtubuli zijn belangrijk bij de celdeling, waar ze de chromosomen uit elkaar trekken. Ook zijn ze erg belangrijk voor het transport van vesikels door de cel.

### Intermediaire filamenten
De intermediaire filamenten bestaan uit polymeren van eiwitten die voor ieder celtype specifiek zijn, met een diameter van 8-12 nanometer. Zo bestaan deze filamenten bij neuronen uit andere eiwitten dan bijvoorbeeld in rode bloedcellen of in fibroblasten. Ze verrichten verschillende functies, afhankelijk van het celtype. Evenals de microfilamenten dragen de intermediaire filamenten de spanning van de cel.

## Synthese van het cytoskelet
Onderdelen van het cytoskelet hebben een polariteit: alle filamenten hebben een plus- en een minkant, behalve de intermediaire filamenten. Aan de pluskant vindt polymerisatie van de filamenten plaats en dus groei, terwijl aan de minkant depolymerisatie plaatsvindt. De groei van de filamenten wordt dus bepaald door de snelheid van de polymerisatie aan de pluskant en depolymerisatie aan de minkant. Wanneer polymerisatie overheerst zal het filament groeien, anders blijft de lengte stabiel of krimpt het filament.

## Functie
Naast de vorm en stevigheid die het verschaft, dient het ook als geleider voor organellen die door de cel vervoerd moeten worden. Zo worden de blaasjes met neurotransmitter vanuit het cellichaam door het axon naar de synaps getransporteerd langs de tubuli. Dit kan doordat de blaasjes gebonden zijn aan speciale eiwitten genaamd kinesines en over de filamenten wandelen.